# 西班牙护照
西班牙护照（西班牙語：pasaporte español）是西班牙政府签发予西班牙国民且用于国际旅行的身份证件。根据欧洲联盟运作条约第二部分第21条规定，每个西班牙国民同时也是欧盟公民。 故此护照可配合西班牙国民身份证使用以前往任何欧盟国家或欧洲经济区国家定居或工作。

## 类别
普通护照（西班牙语：Pasaporte ordinario）：签发给普通西班牙国民的旅行证件，用于普通旅行，如旅游或商务旅行等。
集体护照（西班牙语：Pasaporte colectivo）：在前往特定的互惠协议国家进行短途旅行时使用的护照， 通常为一人以上。其有效期不超过三个月，且仅限单次旅行使用。
外交护照（西班牙语：Pasaporte diplomático）：签发给西班牙政府任命的海外外交官，高级政府官员以及外交信使。
公务及服务护照（西班牙语：Pasaportes oficiales y de servicio）：签发给西班牙的公务人员。

## 签证要求

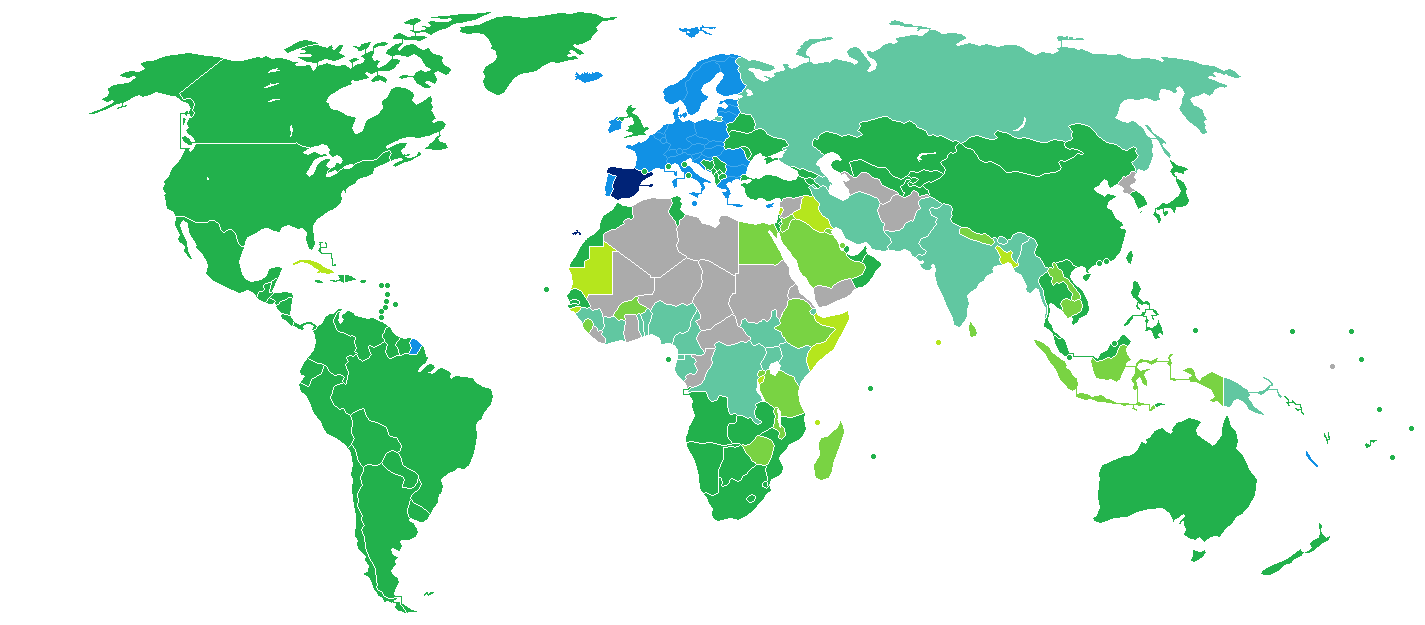
西班牙护照签证要求
西班牙
可自由迁徙
免签证
落地签
电子签证
电子或落地签证
须提前办理签证

根据2025年1月8日发布的亨利护照指数，西班牙护照可免签证、落地签证或电子签证入境192个国家和地区，位居世界第3，与芬兰、法国、德国、意大利、韩国护照并列。

## 外部連結
西班牙内政部护照介绍页 （页面存档备份，存于）